# Giorgia Würth
Giorgia Würth (Genova, 5 giugno 1979) è un'attrice, conduttrice radiofonica, conduttrice televisiva, scrittrice ed ex modella italiana.

## Biografia
Nata a Genova da padre svizzero e madre ligure, all'età di 5 anni si è trasferita a Varazze con la famiglia. Si è spostata in seguito a Milano dove ha conseguito la laurea in Scienze e Tecnologie della comunicazione all'Università IULM, quindi ha studiato teatro per 3 anni frequentando diversi stage e seminari in canto e recitazione (tra cui uno diretto da Beatrice Bracco), e ha lavorato anche come modella. Ha iniziato la sua carriera nel 1998 come conduttrice sul canale televisivo satellitare Disney Channel. Dal 2003 ai primi mesi del 2008 è stata una delle signorine buonasera di Rai 3. Nel frattempo ha intrapreso la carriera di attrice, oltre a scrivere racconti e a gestire un suo blog. Nel 2008 è stata protagonista del videoclip di Aprila, canzone di Biagio Antonacci.
Nel 2009 ha partecipato alla serie televisiva di Rai 1 Il bene e il male e successivamente alla sesta stagione di Un medico in famiglia; inoltre è stata tra le protagoniste di Ex, film di Fausto Brizzi, uscito nelle sale cinematografiche nel mese di febbraio. Ha interpretato il ruolo di Ilona Staller nella miniserie TV Moana, regia di Alfredo Peyretti, in onda su Sky Cinema 1. A gennaio 2010 è uscito in libreria il suo esordio letterario, il romanzo Tutta da rifare, pubblicato da Fazi Editore, con cui ha vinto il premio Afrodite 2010 e il premio Falerno Primo Romanzo 2010.
Nel 2011 è stata nel cast del film di Ezio Greggio Box Office 3D - Il film dei film. È poi apparsa nei film di Fausto Brizzi Maschi contro femmine e Femmine contro maschi. Nel 2012 ha condotto su Cielo l'edizione italiana di Voglio vivere così. Dallo stesso anno è stata uno dei protagonisti della fiction di Canale 5 Le tre rose di Eva, interpretando Tessa Taviani.
Nel 2017 ha diretto il documentario su Sandra Milo Salvatrice, presentato alla Festa del cinema di Roma. Nello stesso anno è stata tra le interpreti di Casa Flora, trasmessa dalla televisione della Svizzera Italiana RSI LA1. Nel 2021 ha interpretato Camilla nella serie per ragazzi di Rai Gulp Marta & Eva.

## Vita privata
Dal 2008 al 2012 è stata fidanzata con il regista Fausto Brizzi.
Il 22 gennaio 2018 è diventata madre di due gemelli, Leila e Lucas, senza rivelare il nome del padre.

## Filmografia

### Cinema
- Dark Resurrection, regia di Angelo Licata (2007)
- Tagliare le parti in grigio, regia di Vittorio Rifranti (2007)
- L'uomo privato, regia di Emidio Greco (2007)
- Noi due, regia di Enzo Papetti (2007)
- Capitan Basilico, regia di Massimo Morini (2008)
- Sleepless, regia di Maddalena De Panfilis (2009)
- Ex, regia di Fausto Brizzi (2009)
- Cacao, regia di Luca Rea (2010)
- Sinestesia, regia di Erik Bernasconi (2010)
- Maschi contro femmine, regia di Fausto Brizzi (2010)
- Femmine contro maschi, regia di Fausto Brizzi (2011)
- 5 (Cinque), regia di Francesco Dominedò (2011)
- Oggetti smarriti, regia di Giorgio Molteni (2011)
- Box Office 3D - Il film dei film, regia di Ezio Greggio (2011)
- Capitan Basilico 2 - I Fantastici 4+4, regia di Massimo Morini (2011)
- Com'è bello far l'amore, regia di Fausto Brizzi (2012)
- The President's Staff, regia di Massimo Morini (2013)
- Una notte agli studios 3D, regia di Claudio Insegno (2013)
- Glassboy, regia di Samuele Rossi (2020)
- Diversamente, regia di Max Nardari (2021)
- Boys, regia di Davide Ferrario (2021)
- Anemos - Il vento, regia di Fabrizio Guarducci (2022)

### Televisione
- Viaggio in Italia - Una favola vera, regia di Paolo Genovese e Luca Miniero – film TV (2007)
- Senti chi pensa – sitcom (2007)
- Un posto al sole – serie TV (2008-2009)
- Il bene e il male, regia di Dario Acocella e Giorgio Serafini – miniserie TV (2009)
- Un medico in famiglia 6 – serie TV, 6 episodi (2009)
- Moana, regia di Alfredo Peyretti – miniserie TV (2009)
- Ho sposato uno sbirro – serie TV, episodio 2x05 (2010)
- Le tre rose di Eva – serie TV (2012-2018)
- Un angelo all'inferno, regia di Bruno Gaburro – film TV (2013)
- Rocco Schiavone – serie TV, episodio 1x01 (2016)
- Casa Flora – serie TV (2017)[9]
- Din Don - Una parrocchia in due, regia di Claudio Norza – film TV (2019)
- Din Don - Il ritorno, regia di Paolo Geremei – film TV (2019)
- Marta & Eva – serie TV (2021)
- Eppure cadiamo felici – serie TV (2023)
- Alter Ego - serie TV RSI (2023)

### Cortometraggi
- Un bacio, regia di Andrea Papini (2005)
- Stare fuori, regia di Fabio Massimo Lozzi (2005)
- No Smoking Company, regia di Edo Tagliavini (2006)
- Sottopeso, regia di Marco Limberti (2006)
- Schiaffi, regia di Claudio Insegno (2008)
- Afterville, regia di Fabio Guaglione e Fabio Resinaro (2008)
- Lui e l'altro, regia di Max Nardari (2010)
- Viola, regia di Travis Andrade (2010)
- Insieme, regia di Annamaria Liguori (2013)
- Cuore sommerso, regia di Federico Lubino (2014)
- Tra le Nuvole con Woody Allen, regia di Martina Manca (2015)

### Video musicali
- Ho bisogno di Superman dei 2 così (2002)
- Aprila di Biagio Antonacci (2009)
- Maschi contro femmine di Francesco Baccini (2010)

## Teatro
- Le parole dell'angelo, regia di Michele Franco (2003)
- Antigone, regia di Tenerezza Fattore (2004)
- Cecità, regia di Tenerezza Fattore (2005)
- Hipocrites, regia di Tenerezza Fattore (2006)
- Un marziano a Roma di Ennio Flaiano, regia di Francesco Sala (2006)
- La donna che ha partorito nel cielo, ritornerà, regia di Francesca Satta Flores (2007)
- La festa, regia di Georgia Lepore (2011)
- Xanax, regia di Marco Falaguasta (2013)
- 100 mq, regia di Siddhartha Prestinari (2017)
- Non so se tu sai che lo so, regia di Giorgio Caprile (2023-2024)

## Televisione
- Disney Channel (1998-2001) – conduttrice
- Mediolanum Channel (2002) – inviata
- Stadio Goal (Telenord, 2001-2002) – inviata allo stadio
- Rai 3 - annunciatrice televisiva (2003-2008)
- Circo Massimo Show (Rai 3, 2007) – inviata speciale
- C'è posto per te (Arturo Sky, 2011) – conduttrice
- Voglio vivere così (Cielo TV, 2012) – conduttrice

## Radio
- Radio Donna Italia – (2003) - speaker
- Il geco di città (Rai Radio 2, 2010) – conduttrice

## Libri
- Giorgia Würth, Tutta da rifare, Roma, Fazi, 2010. ISBN 9788876250699.
- Giorgia Würth, L'accarezzatrice, Milano, Mondadori, 2014. ISBN 9788804638391.
- Giorgia Würth, IO, LUI e altri effetti collaterali, autopubblicato, 2019. ISBN 9781090978813